# Park stanowy Huntington Beach

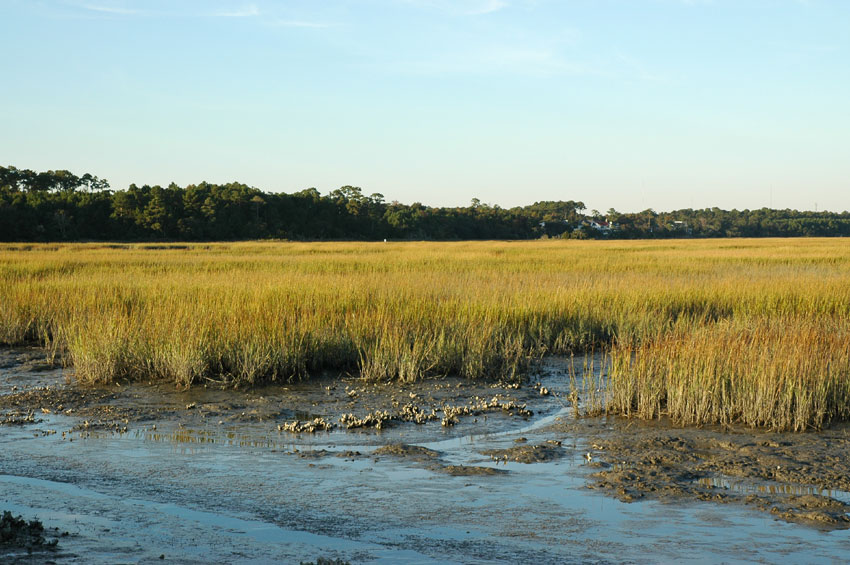
Park stanowy Huntington Beach

Park stanowy Huntington Beach (ang. Huntingdon Beach State Park) – chroniony obszar nadmorski z publicznymi plażami i chronioną roślinnością nadmorską oraz bogactwem zwierzyny położony w hrabstwie Georgetown w Karolinie Południowej. Ma status amerykańskiego parku stanowego. 